# 東津山站
東津山站（日语：／ Higashi-Tsuyama eki */?）是位於岡山縣津山市川崎203番，西日本旅客鐵道（JR西日本）的姬新線和因美線車站。
此站為因美線的終點站，連接姬新線。在此站的運輸系統上，姬新線為所屬線。而所有因美線列車都會駛入姬新線路段前往鄰站津山站，沒有因美線列車在此站作為起點站或終點站。

## 歷史
- 1928年（昭和3年）3月15日 - 國有鐵道因美南線 美作加茂站至津山站之間開業，此站啟用。
  - 當時車站地址為岡山縣苫田郡津山東町（日语：津山東町 (岡山県苫田郡)）川崎（日语：川崎 (津山市)）。
- 1929年（昭和4年）2月11日 - 隨著津山市成立，車站地址變為岡山縣津山市川崎。
- 1932年（昭和7年）7月1日 - 因美南線成為因美線一部分，此站成為因美線車站。
- 1934年（昭和9年）11月28日 - 姬津西線此站至美作江見站之間開業，此站成為轉乘站。
- 1936年（昭和11年）
  - 4月8日 - 姬路站至東津山站之間全線開通，姬津東線和姬津西線合併為姬津線。
  - 10月10日 - 姬津線編入至姬新線一部分。同時因美線東津山站至津山站編入至姬新線一部分。同時此站所屬線變為姬新線，此站成為因美線終點站。
- 1987年（昭和62年）4月1日 - 伴隨國鐵分割民營化，車站由西日本旅客鐵道（JR西日本）營運。
- 1997年（平成9年）11月29日 - 急行砂丘廢止，此站由急行停車站變為快速通過站。
- 2000年（平成12年）5月1日 - 津山鐵道部東津山分室廢止，此站由直營有人車站變為無人車站。

## 車站構造

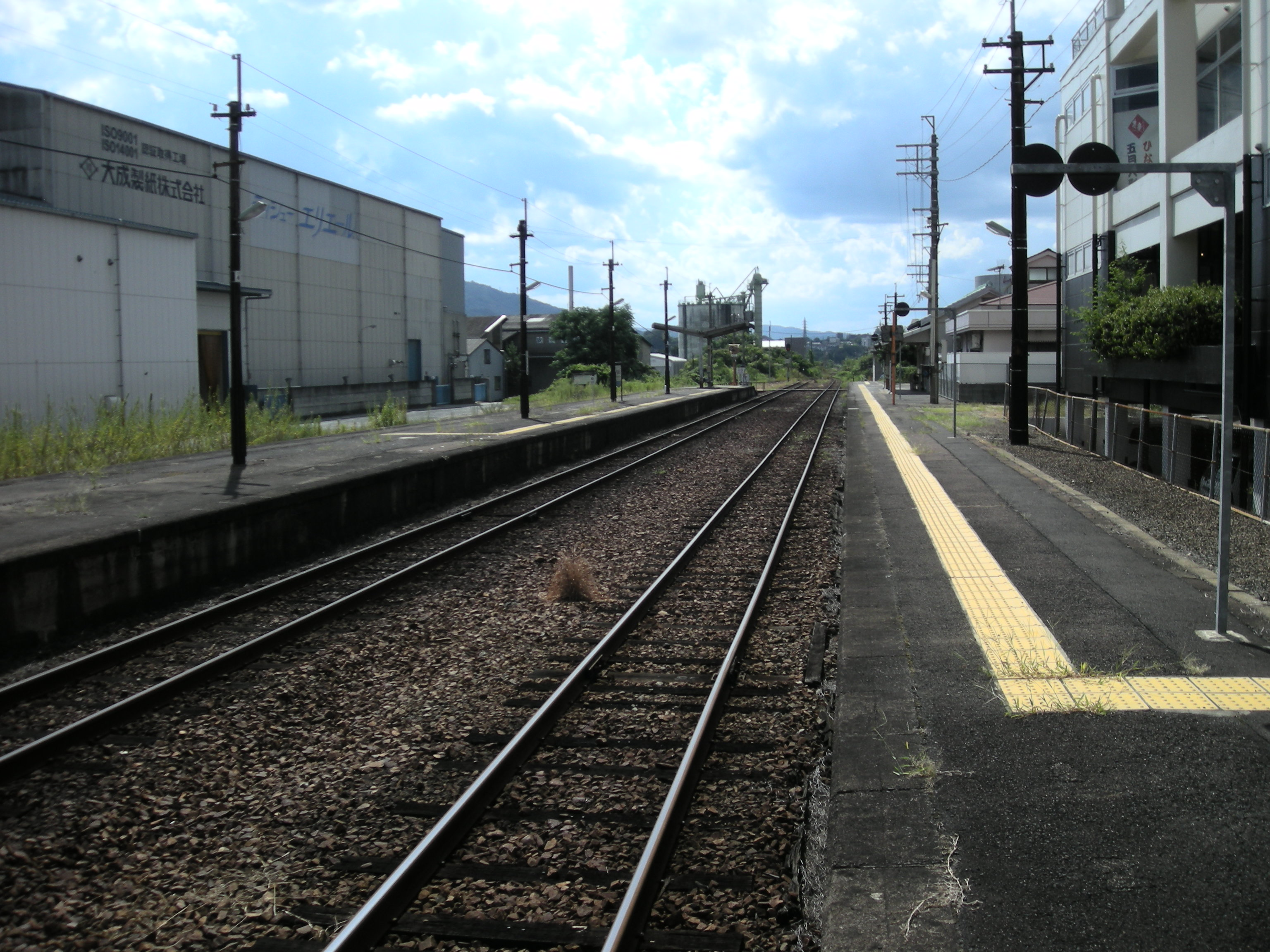
站內(2013年)

車站是一座地面車站，設有1面1線的單式月台和1面2線的島式月台，共有2面3線的月台。車站大樓內設有候車室和廁所，此站沒有售票機。
靠近車站大樓的月台是1號月台（姬新線佐用方向和因美線智頭方向），兩月台之間設有站內平交道連接。2號月台為津山方向月台。3號月台只連接津山方向路軌，現時只用作停泊維修路軌的車輛之用，沒有旅客列車使用此月台。另外，此站曾經連接前往住友大阪水泥東津山包装所的專用線。
在車站東邊，佐用、智頭方向的分支路線中，設有一小段單線鐵路，因此因美線、姬新線佐用方向的列車不可同時進站和出發。

### 月台
| 月台 | 路線                     | 上下行                   | 方向                     | 備註                           |
| ---- | ------------------------ | ------------------------ | ------------------------ | ------------------------------ |
| 1    | 姬新線                   | 上行                     | 佐用方向                 |                                |
| 1    | 因美線                   | 上行                     | 智頭、鳥取方向           | 鳥取方向的車站需要在智頭站轉乘 |
| 2    | 姬新線 （包含 因美線）   | 下行                     | 津山、新見方向           |                                |
| 3    | （維修路軌的車輛等待線） | （維修路軌的車輛等待線） | （維修路軌的車輛等待線） | （維修路軌的車輛等待線）       |

## 使用狀況
以下為近年1日平均乘車人次列表。
| 年度 | 1日平均 乘車人次 |
| ---- | ---------------- |
| 1999 | 163              |
| 2000 | 115              |
| 2001 | 105              |
| 2002 | 99               |
| 2003 | 101              |
| 2004 | 90               |
| 2005 | 94               |
| 2006 | 88               |
| 2007 | 77               |
| 2008 | 77               |
| 2009 | 100              |
| 2010 | 113              |
| 2011 | 103              |
| 2012 | 112              |
| 2013 | 109              |
| 2014 | 119              |
| 2015 | 122              |
| 2016 | 118              |
| 2017 | 123              |
| 2018 | 118              |

## 車站周邊
- 吉井川（日语：吉井川）和其支流加茂川
- 國道53號（日语：国道53号）（出雲街道、國道179號（日语：国道179号）、國道429號（日语：国道429号）重疊部分）
- 中國自動車道津山交流道
- 津山警署（日语：津山警察署）東津山派出所
- 津山川崎郵局
- 大成製紙（大王製紙子公司）
- 津山中央醫院（日语：津山中央病院）
- 『鐵道開通70周年紀念』碑

## 巴士路線
- 勝田巴士 （假日暫停）
- 中鐵北部巴士（日语：中鉄北部バス）

## 相鄰車站
西日本旅客鐵道（JR西日本）
 姬新線
■快速
勝間田－東津山－津山
■普通
美作大崎－東津山－津山
 因美線（東津山站至津山站之間為姬新線）
■快速
美作加茂－（上行加停高野站）－東津山－津山
■普通
高野－東津山－津山

## 注腳
1. ↑  『停車場変遷大事典 国鉄・JR編』JTB 1998年
2. ↑  .   [2019-03-19]. （原始内容存档于2020-12-07） （日语）.
3. ↑  岡山縣統計年報 （页面存档备份，存于）（日語）

## 外部連結
- 東津山｜車站資訊：JR出門網 - 西日本旅客鐵道（日語）